# Protézis (orvostudomány)

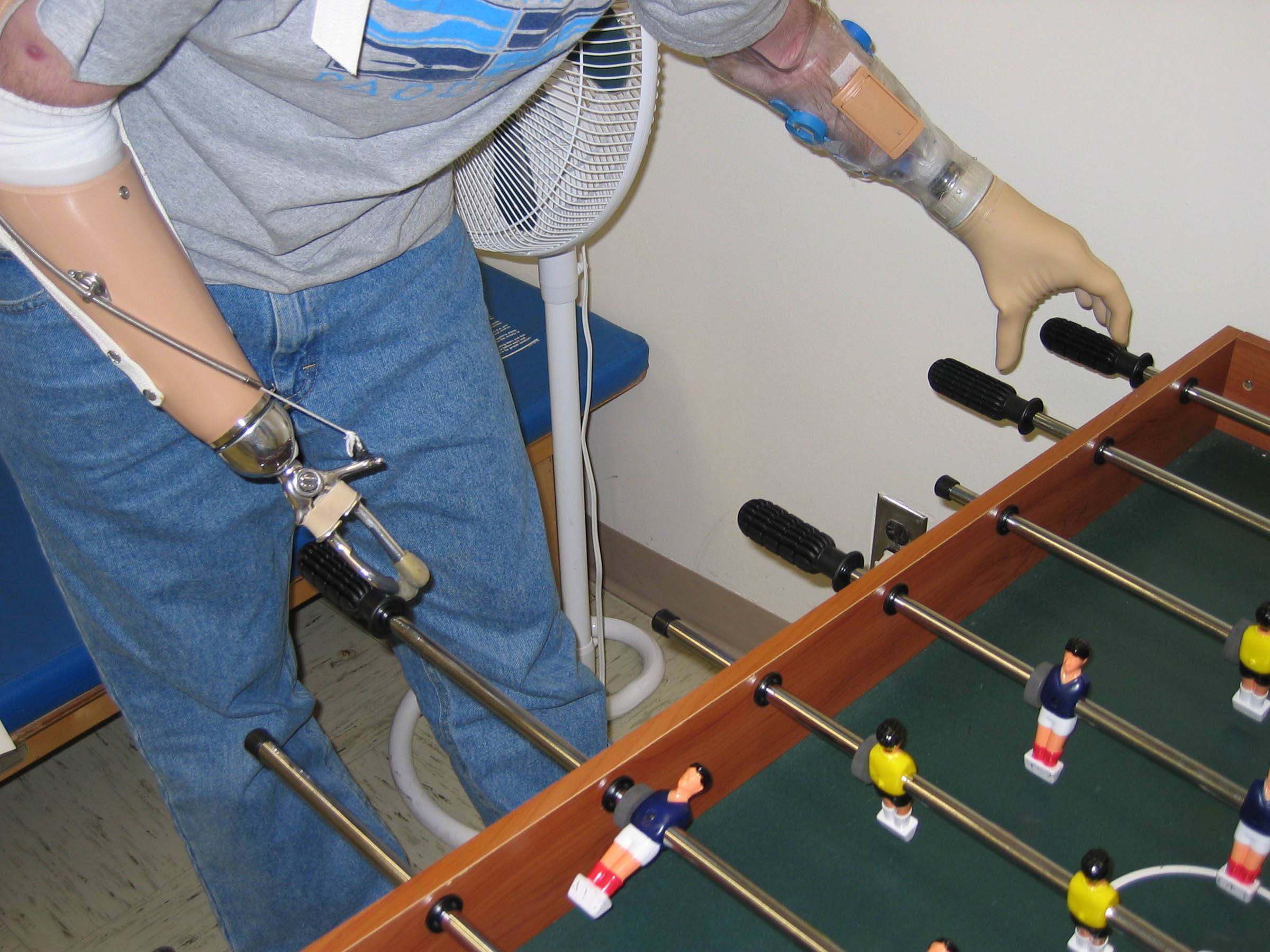
Két protézis karral rendelkező férfi.

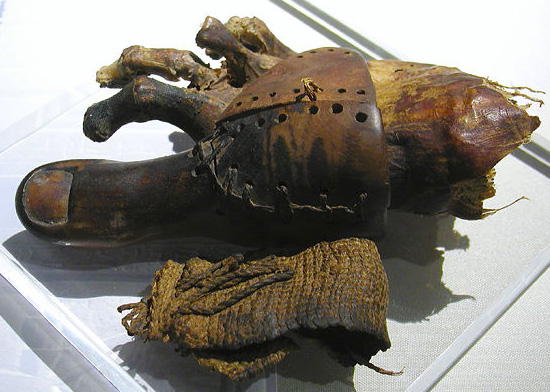
Protézis az ókori Egyiptomból.

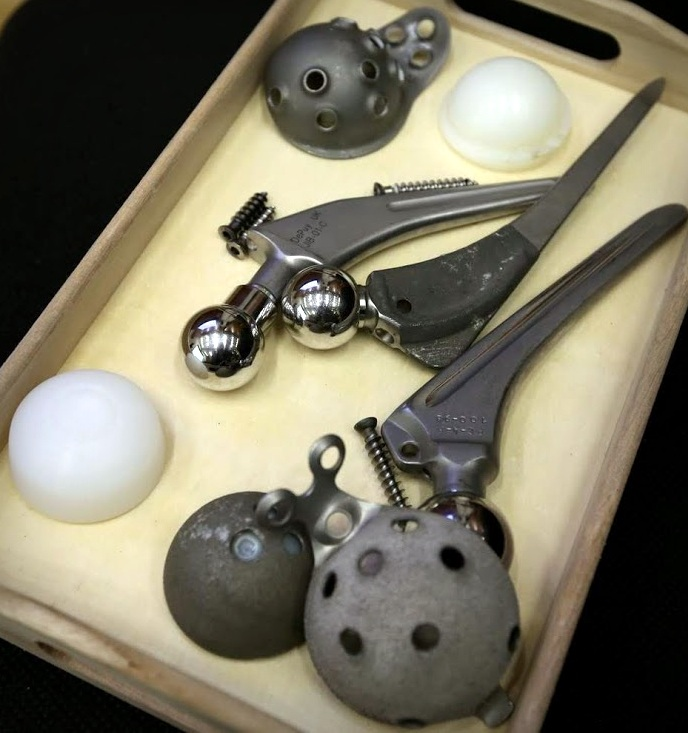
Csípő protézis

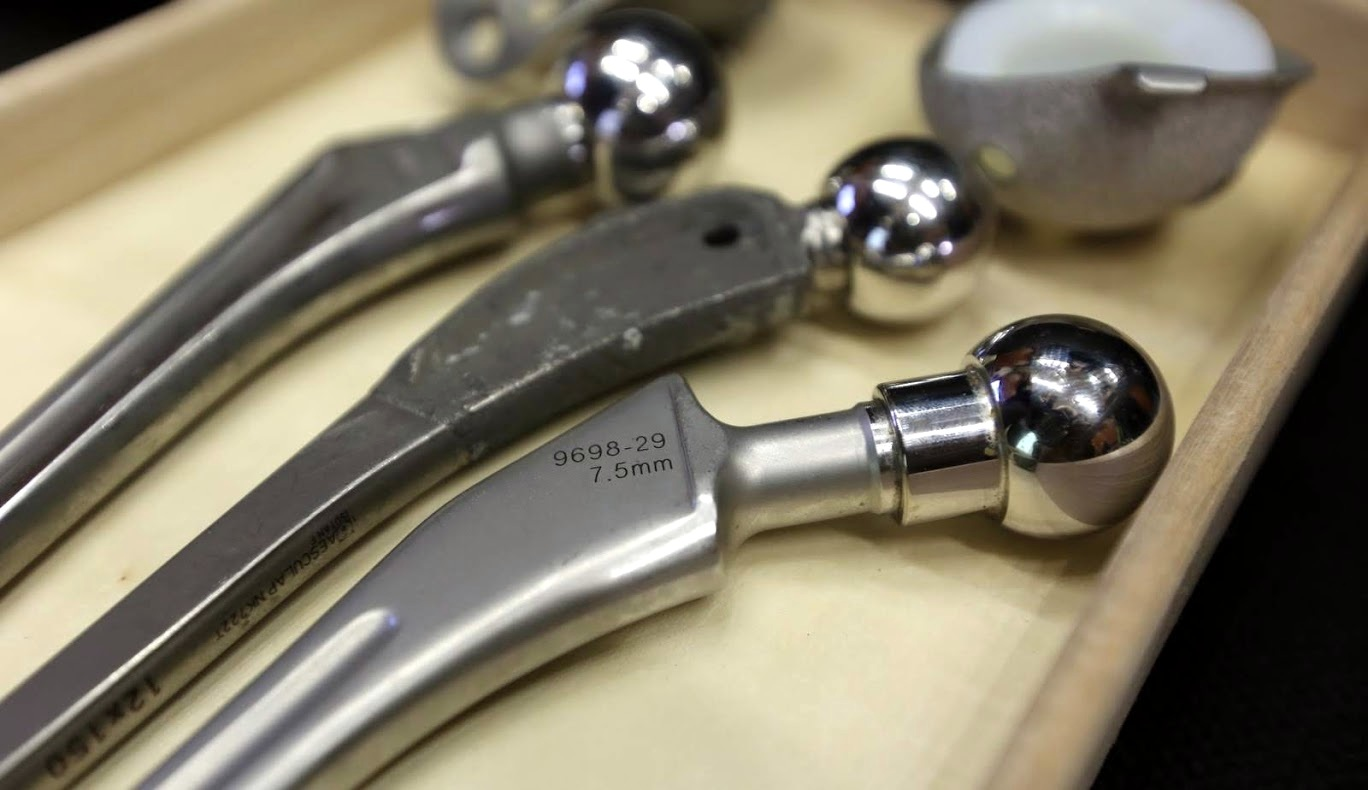
Csípő protézis

A protézis (a görög  proszthémi szóból származik, jelentése: prosz – elé, thémi – tesz) amputált  végtagot, hiányzó szervet pótló technikai berendezés. Léteznek testen kívüli protézisek (műkar, műláb), illetve testen belüli protézisek (ízületek, érpótlások). A funkcionális protéziseken kívül léteznek kozmetikai célúak is (pl. műszem), amelyek az elvesztett szerv okozta pszichés hatást igyekeznek csökkenteni. A protézisek mellett még meg kell említeni az ortéziseket  (pl. támasztó- rögzítő szerkezetek, fáslik) is, amelyek megkönnyítik a még meglévő testrészek működését.

## Belső protézisek
A testen belüli protéziseket olyan anyagból kell készíteni, amit az immunrendszer nem ismer fel idegen anyagként (például arany- vagy titánborítással).
A protézisekkel szemben elvárás, hogy a hiányzó szerv (például fogak, végtagok, ízületek) feladatait minél teljesebben ellássák, élettartamuk megfelelő legyen (különösen az ízületprotéziseknél). A leggyakrabban alkalmazott ízületpótlás a csípőízületek pótlása. De ismert a szemlencseprotézis a szürkehályog-műtéteken. A protézist a medencecsontba, és a combcsontba építik be. A műtét után fontos a beteg mielőbbi lábraállítása az izomzat megtartása végett.

## Külső protézisek
Ezek az eszközök nincsenek fixen a testbe építve, viselőjük naponta fel-le veszi. Általában éjszakára nem viselik.
Az első protézisek a végtaghiányokat voltak hivatottak pótolni, és nem voltak többek, mint felcsatolható (megfelelően megfaragott) fadarabok. 
A korszerű végtagpótló protézisek megfelelő rugók, reteszek segítségével tűrhetően pótolják a hiányzó boka, és térd ízületek mozgását is. A legkorszerűbb eszközök elektromotorok segítségével működnek.
A végtagprotéziseknél a rögzítés kritikus eleme a csonktok, ebbe teszi a viselő a csonkját, de előtte csonkharisnyát húz a bőrirritáció megakadályozása végett.
A csonktokot rendszeresen újra kell cserélni, (1-2 évente) mivel a csonk változhat.

## A legelső protézisek
A legelső protézisek fogakat pótoltak. A régészeti leletek alapján a mai Mexikó területén már 4500 évvel ezelőtt használtak párducfogakat arra, hogy a letört vagy elkopott fogakat helyettesítsék. Ez azonban nyilván nagyon nehézkes megoldás lehetett, és nem is igen terjedt el nagyobb területeken.
Az áttörést az etruszk orvoslás hozta meg, a Kr.e. 10-9. században. Az etruszkok gyógyítói már finomra csiszolt állatcsontokból, illetve gondosan kimért fémötvözetekből készítettek protéziseket. Ezek fennmaradt példányait a feltárások után egy régészből, vegyészből és fizikusból álló olasz kutatócsoport is megvizsgálta. Legnagyobb meglepetésükre az derült ki, hogy a protézisek mind kémiai, mind immunológiai szempontból ma is megfelelnének a nemzetközi fogászati szabványoknak! Ezek szerint az etruszkok gondosan odafigyeltek minden olyan tapasztalatra, amely arra utalt, hogy az emberi szervezet milyen fémeket tud elviselni anélkül, hogy azok sebeket vagy mérgezéseket okoznának benne. Fogpótlásaikhoz olyan arányban használtak fel aranyat, ezüstöt és rezet, amellyel ma is megállnák helyüket az orvoslásban. Kivéve persze, hogy a mai ízlésnek már nem felelnének meg a színes fogak. Emellett már a koronát és az áthidalást is ismerték, vagyis azt az eljárás, amellyel a lecsiszolt fogra egy kupakot rögzítettek (korona), illetve két, lecsiszolt fog (pillér) közé egy vagy több műfogat illesztettek be úgy, hogy a híd széleit ráhúzták a meglévőkre. Az egyéb jellegű pótlásokat aranypántokkal rögzítették. Később a föníciai és görög sírokban dróttal rögzített fogpótlásokat találtak. A görögök a nyál és a táplálék hatását is vizsgálták a kiválasztott anyagokra, s emellett kifinomult foghúzó-fogkezelő eszközeik voltak.
A fogtechnika nagyjából a római császárság idejére vált önálló szakággá az orvosok között.
A középkorban kevesebb gondot fordítottak a fogpótlásra, amely így csak az általános technikai fejlődés nyomán vált ismét jelentőssé. A 17. században azután ismét elterjedt a műfogak használata, ekkor már gipszből készítették a műfogsorokhoz az állcsont vagy a szájpadlás lenyomatát.
http://www.mimicsoda.hu/cikk.php?id=1089